# Maria Vicol
Maria Vicol (17 de octubre de 1935-13 de marzo de 2015) fue una deportista rumana que compitió en esgrima, especialista en la modalidad de florete.
Participó en tres Juegos Olímpicos de Verano entre los años 1960 y 1968, obteniendo dos medallas, bronce en Roma 1960 y bronce en México 1968. Ganó cuatro medallas en el Campeonato Mundial de Esgrima entre los años 1961 y 1970.

## Palmarés internacional
| Juegos Olímpicos   | Juegos Olímpicos          | Juegos Olímpicos  | Juegos Olímpicos    |
| Año                | Lugar                     | Medalla           | Prueba              |
| ------------------ | ------------------------- | ----------------- | ------------------- |
| 1960               | Roma (Italia)             | Medalla de bronce | Florete individual  |
| 1968               | Ciudad de México (México) | Medalla de bronce | Florete por equipos |
| Campeonato Mundial |                           |                   |                     |
| Año                | Lugar                     | Medalla           | Prueba              |
| 1961               | Turín (Italia)            | Medalla de bronce | Florete por equipos |
| 1965               | París (Francia)           | Medalla de plata  | Florete por equipos |
| 1969               | La Habana (Cuba)          | Medalla de oro    | Florete por equipos |
| 1970               | Ankara (Turquía)          | Medalla de plata  | Florete por equipos |